# Euselasia archelaus
Euselasia archelaus är en fjärilsart som beskrevs av Adalbert Seitz 1916. Euselasia archelaus ingår i släktet Euselasia och familjen Riodinidae. Inga underarter finns listade i Catalogue of Life.